# Isabelle Gräfin von Loë
Isabelle Gräfin von Loë (* 13. Februar 1903 in Potsdam; † 10. Januar 2009 in Kevelaer) war eine deutsche Rhein- und Wildgräfin und Schlossherrin von Schloss Wissen. Sie war Ehrendame des Souveränen Malteserritterordens und Ehrenvorsitzende der Katholischen Frauengemeinschaft St. Marien in Kevelaer. Sie entstammte der deutschen Hochadelsfamilie Salm-Salm von Anholt.

## Leben
Geboren wurde sie als Prinzessin Isabelle Maria Rosa Katherina Antonia zu Salm und Salm-Salm als ältestes von fünf Geschwistern. Ihre Eltern waren Prinz Emanuel zu Salm-Salm und die Erzherzogin Maria Christina von Österreich-Teschen. Ihre Kindheit verbrachte sie mit ihren Geschwistern in Potsdam, wo ihr Vater in der Leibgarde von Kronprinz Wilhelm von Preußen diente. Ihre Mutter war mit Kronprinzessin Cecilie zu Mecklenburg eng befreundet. Sie hatte zwei Schwestern und zwei Brüder: Prinzessin Rosemary zu Salm-Salm, Prinz Nikolaus zu Salm-Salm, Prinzessin Cäcilie von Salm-Salm und Prinz Franz von Salm-Salm. Der jüngste Bruder starb im Alter von vier Jahren an Diphtherie.
Nach dem Tod des Vaters im Ersten Weltkrieg an der Ostfront zog die Familie zu ihrem Stammsitz nach Schloss Anholt in Isselburg. Dort verbrachte Isabelle ihre Jugend und lernte Graf Felix von Loë von Schloss Wissen kennen und verliebte sich in ihn. Die Hochzeit der 22-jährigen Prinzessin mit dem 29-jährigen Grafen von Loë fand am 2. September 1925 auf Anholt statt. Durch die Ehe mit Felix von Loë wurde Isabell 1925 Gräfin von Loë und zog auf Schloss Wissen ein. Das Paar hatte sieben Kinder.
Nach der Hochzeit widmete sie sich dem Erhalt und Wiederaufbau von Schloss Wissen und der Wissener Betriebe. Aber 1939 wurde Felix von Loë in die Wehrmacht einberufen und musste an die Front. Isabelle kümmerte sich um das Anwesen und übernahm die Leitung der Wissener Betriebe. Ihren Mann sah sie nur während der kurzen Fronturlaube. 1944 starb er an der Front in Lettland. Im selben Jahr wurde auch der älteste Sohn Fritz in den Kriegsdienst eingezogen und verlor ein Auge durch einen Granatensplitter.
Ihrem Glauben und den christlichen Tugenden verpflichtet, beteiligte sie sich am Widerstand gegen den Nationalsozialismus. Sie nutzte ihre Kontakte zu den Adelshäusern und Mitgliedern der Katholischen Aktion, um zahlreiche Menschen vor dem Konzentrationslager zu bewahren und unschuldig Gefangene aus den Zuchthäusern zu holen, darunter auch einen Pfarrer aus Leipzig, den sie an der Gestapo vorbei in die Niederlande schmuggelte. Die Aktionen waren nicht ungefährlich. Unter den katholischen Bischöfen waren viele zu kompromissbereit mit dem nationalsozialistischen Staat. Selbst Kardinal von Galen lehnte ihre Parteinahme für die Verfolgten und Unbequemen als nicht standesgemäß ab. In Emilie von Loë aus Budberg (Rheinberg), einer nahen Verwandten, fand Isabelle eine vertrauensvolle Mitstreiterin.
Als das Gebiet am linken Niederrhein in den letzten Kriegsmonaten evakuiert werden sollte, verweigerte Isabelle von Loë den Befehl der SS und gründete zusammen mit ihren Mitarbeitern und den Nachbarn die Wissener Notgemeinschaft. Auf Schloss Wissen wurde eine Krankenstation eingerichtet, in der zahlreiche verwundete Soldaten behandelt wurden, darunter auch der VDK-Gründer Siegfried Emmo Eulen. Beim Rückzug der Deutschen Wehrmacht wurde die Niersbrücke am Schloss gesprengt, was die Strom- und Trinkwasserversorgung auf dem Gut beeinträchtigte. Die Notgemeinschaft hielt aus und überlebte mit zahlreichen Flüchtlingen die Bombenangriffe auf Weeze, Goch und Kleve in den Kellerräumen der Vorburg. Zum Dank, die dunkle Zeit überstanden zu haben, pilgerte die Gemeinschaft zur Gnadenkapelle nach Kevelaer. An der Zufahrt zum Schloss errichtete man ein Gedenkkreuz.
Nach der Befreiung zogen britische Soldaten im Schloss ein und errichteten im April 1945 auf einem Acker auf dem Gutsbesitz ein Kriegsgefangenenentlassungslager. Auf die Sorgen der Gräfin, dass das Wasserschloss einstürzen könnte, wenn der Graben trocken fiel, nahmen sie keine Rücksicht. Erst mit der Warnung vor einer gefährlichen Mückenplage konnte sie die Besatzer überreden, die Wasserpumpe zu reparieren. Dadurch war nicht nur das Schloss gerettet, sondern auch die Trinkwasser- und Stromversorgung.
Später erfuhr sie über einen Pfarrer aus Rheinberg über die Zustände im dortigen Kriegsgefangenenlager und organisierte zusammen mit Menschen aus ihrer Kirchengemeinde Lebensmittelspenden. Die Päckchen mussten über den Zaun des Lagers geworfen werden. Dabei setzte sie sich der Gefahr aus, von den Amerikanern erschossen zu werden. Ihre Schwester Rosemarie beteiligte sich an den Aktionen. Erst unter britischer Militärverwaltung konnten Lebensmittellieferungen ohne größeres Risiko am Versorgungslager abgegeben werden. Die Nachbargemeinden wurden sogar dazu verpflichtet, die Versorgung sicherzustellen.
Der Krieg am Niederrhein forderte zahlreiche Opfer, die erst in der Zeit des Wiederaufbaus geborgen werden konnten. Für den Bau der Kriegsgräberstätte Weeze stiftete Isabelle von Loë dem Volksbund Deutscher Kriegsgräberfürsorge ein 2 ha großes Grundstück am Sandberg aus ihrem Besitz.
Nach dem Tod von Felix von Loë heiratete sie nicht mehr. Ihr Hauptaugenmerk galt der Erziehung ihrer Kinder und der Sorge für Schloss Wissen und die Wissener Betriebe. Durch die Bodenreform in Nordrhein-Westfalen von 1949 war das Gut in Gefahr, da sie nur höchstens 100 ha Grundstück erlaubte. Als Großgrundbesitzer sah die Familie einer düsteren Zukunft entgegen. Eine gute Fügung und das Verhandlungsgeschick von Rentmeister Aloys Kempkes verhinderte jedoch größere Landverluste. Als 1957 ihr Sohn Fritz die Gräfin Inez von Boeselager heiratete, überließ ihnen die Mutter das Schloss und die Verwaltung. Sie zog nach Kevelaer um und engagierte sich verstärkt in der Katholischen Frauengemeinschaft von St. Marien. Dort wurde sie Vorsitzende des Vereins.
Zeitlebens war sie von den alten Adelstraditionen und den Einflüssen der katholischen Kirche geprägt. Trotz schwerer Schicksalsschläge behielt die gläubige Frau immer das Wohl ihrer Familie und der Menschen in ihrer Nachbarschaft im Auge.
Bei ihrer großen kinderreichen Familie war Isabelle von Loë immer gerne gesehen und genoss hohes Ansehen. Ihren 23 Enkeln und 65 Urenkeln konnte sie zahlreiche spannende Geschichten erzählen. Sie kannte das Ende der Kaiserzeit, die Wirren der Weimarer Republik und der beiden Weltkriege, die Gründung der Bundesrepublik Deutschland bis in die modernen Zeiten aus ihrem langen ereignisreichen Leben. Am 10. Januar 2009 starb Isabelle von Loë im hohen Alter von 105 Jahren in ihrem Haus in Kevelaer. Die Trauerfeier fand am 18. Januar 2009 mit über 300 Menschen in der Marienbasilika in Kevelaer statt. Anschließend wurde sie auf dem Katholischen Friedhof in Weeze neben ihrem Mann beigesetzt.

## Genealogie
| Urgroßeltern | Urgroßeltern | Urgroßeltern | Urgroßeltern | Urgroßeltern | Urgroßeltern |  |  | Fürst Alfred Konstantin zu Salm-Salm, 1814–1886 | Fürst Alfred Konstantin zu Salm-Salm, 1814–1886 | Fürst Alfred Konstantin zu Salm-Salm, 1814–1886 | Fürst Alfred Konstantin zu Salm-Salm, 1814–1886 | Fürst Alfred Konstantin zu Salm-Salm, 1814–1886 | Fürst Alfred Konstantin zu Salm-Salm, 1814–1886 |                                      |                                      | Prinzessin Auguste von Croÿ, 1815–1886 | Prinzessin Auguste von Croÿ, 1815–1886 | Prinzessin Auguste von Croÿ, 1815–1886 | Prinzessin Auguste von Croÿ, 1815–1886 | Prinzessin Auguste von Croÿ, 1815–1886 | Prinzessin Auguste von Croÿ, 1815–1886 |                                       |                                       | Graf Franz Joseph Johann Nepomuk Gottfried von Lützow, 1814–1897 | Graf Franz Joseph Johann Nepomuk Gottfried von Lützow, 1814–1897 | Graf Franz Joseph Johann Nepomuk Gottfried von Lützow, 1814–1897 | Graf Franz Joseph Johann Nepomuk Gottfried von Lützow, 1814–1897 | Graf Franz Joseph Johann Nepomuk Gottfried von Lützow, 1814–1897 | Graf Franz Joseph Johann Nepomuk Gottfried von Lützow, 1814–1897 |                                   |                                   | Henriette von Seymour 1822–1909   | Henriette von Seymour 1822–1909   | Henriette von Seymour 1822–1909 | Henriette von Seymour 1822–1909 | Henriette von Seymour 1822–1909                            | Henriette von Seymour 1822–1909                            |                                                            |                                                            | Karl Ferdinand von Österreich 1818–1874                    | Karl Ferdinand von Österreich 1818–1874                    | Karl Ferdinand von Österreich 1818–1874 | Karl Ferdinand von Österreich 1818–1874 | Karl Ferdinand von Österreich 1818–1874            | Karl Ferdinand von Österreich 1818–1874            |                                                    |                                                    | Erzherzogin Elisabeth Franziska Maria von Österreich, 1831–1903 | Erzherzogin Elisabeth Franziska Maria von Österreich, 1831–1903 | Erzherzogin Elisabeth Franziska Maria von Österreich, 1831–1903 | Erzherzogin Elisabeth Franziska Maria von Österreich, 1831–1903 | Erzherzogin Elisabeth Franziska Maria von Österreich, 1831–1903 | Erzherzogin Elisabeth Franziska Maria von Österreich, 1831–1903 |                                                               |                                                               | Herzog Rudolf von Croÿ, 1823–1902                             | Herzog Rudolf von Croÿ, 1823–1902                             | Herzog Rudolf von Croÿ, 1823–1902 | Herzog Rudolf von Croÿ, 1823–1902 | Herzog Rudolf von Croÿ, 1823–1902              | Herzog Rudolf von Croÿ, 1823–1902              |                                                |                                                | Prinzessin Natalie von Ligne, 1835–1863        | Prinzessin Natalie von Ligne, 1835–1863        | Prinzessin Natalie von Ligne, 1835–1863 | Prinzessin Natalie von Ligne, 1835–1863 | Prinzessin Natalie von Ligne, 1835–1863 | Prinzessin Natalie von Ligne, 1835–1863 |
| Urgroßeltern | Urgroßeltern | Urgroßeltern | Urgroßeltern | Urgroßeltern | Urgroßeltern |  |  | Fürst Alfred Konstantin zu Salm-Salm, 1814–1886 | Fürst Alfred Konstantin zu Salm-Salm, 1814–1886 | Fürst Alfred Konstantin zu Salm-Salm, 1814–1886 | Fürst Alfred Konstantin zu Salm-Salm, 1814–1886 | Fürst Alfred Konstantin zu Salm-Salm, 1814–1886 | Fürst Alfred Konstantin zu Salm-Salm, 1814–1886 |                                      |                                      | Prinzessin Auguste von Croÿ, 1815–1886 | Prinzessin Auguste von Croÿ, 1815–1886 | Prinzessin Auguste von Croÿ, 1815–1886 | Prinzessin Auguste von Croÿ, 1815–1886 | Prinzessin Auguste von Croÿ, 1815–1886 | Prinzessin Auguste von Croÿ, 1815–1886 |                                       |                                       | Graf Franz Joseph Johann Nepomuk Gottfried von Lützow, 1814–1897 | Graf Franz Joseph Johann Nepomuk Gottfried von Lützow, 1814–1897 | Graf Franz Joseph Johann Nepomuk Gottfried von Lützow, 1814–1897 | Graf Franz Joseph Johann Nepomuk Gottfried von Lützow, 1814–1897 | Graf Franz Joseph Johann Nepomuk Gottfried von Lützow, 1814–1897 | Graf Franz Joseph Johann Nepomuk Gottfried von Lützow, 1814–1897 |                                   |                                   | Henriette von Seymour 1822–1909   | Henriette von Seymour 1822–1909   | Henriette von Seymour 1822–1909 | Henriette von Seymour 1822–1909 | Henriette von Seymour 1822–1909                            | Henriette von Seymour 1822–1909                            |                                                            |                                                            | Karl Ferdinand von Österreich 1818–1874                    | Karl Ferdinand von Österreich 1818–1874                    | Karl Ferdinand von Österreich 1818–1874 | Karl Ferdinand von Österreich 1818–1874 | Karl Ferdinand von Österreich 1818–1874            | Karl Ferdinand von Österreich 1818–1874            |                                                    |                                                    | Erzherzogin Elisabeth Franziska Maria von Österreich, 1831–1903 | Erzherzogin Elisabeth Franziska Maria von Österreich, 1831–1903 | Erzherzogin Elisabeth Franziska Maria von Österreich, 1831–1903 | Erzherzogin Elisabeth Franziska Maria von Österreich, 1831–1903 | Erzherzogin Elisabeth Franziska Maria von Österreich, 1831–1903 | Erzherzogin Elisabeth Franziska Maria von Österreich, 1831–1903 |                                                               |                                                               | Herzog Rudolf von Croÿ, 1823–1902                             | Herzog Rudolf von Croÿ, 1823–1902                             | Herzog Rudolf von Croÿ, 1823–1902 | Herzog Rudolf von Croÿ, 1823–1902 | Herzog Rudolf von Croÿ, 1823–1902              | Herzog Rudolf von Croÿ, 1823–1902              |                                                |                                                | Prinzessin Natalie von Ligne, 1835–1863        | Prinzessin Natalie von Ligne, 1835–1863        | Prinzessin Natalie von Ligne, 1835–1863 | Prinzessin Natalie von Ligne, 1835–1863 | Prinzessin Natalie von Ligne, 1835–1863 | Prinzessin Natalie von Ligne, 1835–1863 |
|              |              |              |              |              |              |  |  |                                                 |                                                 |                                                 |                                                 |                                                 |                                                 |                                      |                                      |                                        |                                        |                                        |                                        |                                        |                                        |                                       |                                       |                                                                  |                                                                  |                                                                  |                                                                  |                                                                  |                                                                  |                                   |                                   |                                   |                                   |                                 |                                 |                                                            |                                                            |                                                            |                                                            |                                                            |                                                            |                                         |                                         |                                                    |                                                    |                                                    |                                                    |                                                                 |                                                                 |                                                                 |                                                                 |                                                                 |                                                                 |                                                               |                                                               |                                                               |                                                               |                                   |                                   |                                                |                                                |                                                |                                                |                                                |                                                |                                         |                                         |                                         |                                         |
| Großeltern   | Großeltern   | Großeltern   | Großeltern   | Großeltern   | Großeltern   |  |  |                                                 |                                                 |                                                 |                                                 | Fürst Alfred zu Salm-Salm, 1846–1923            | Fürst Alfred zu Salm-Salm, 1846–1923            | Fürst Alfred zu Salm-Salm, 1846–1923 | Fürst Alfred zu Salm-Salm, 1846–1923 | Fürst Alfred zu Salm-Salm, 1846–1923   | Fürst Alfred zu Salm-Salm, 1846–1923   |                                        |                                        |                                        |                                        |                                       |                                       |                                                                  |                                                                  |                                                                  |                                                                  | Gräfin Rosa von Lützow, 1850–1927                                | Gräfin Rosa von Lützow, 1850–1927                                | Gräfin Rosa von Lützow, 1850–1927 | Gräfin Rosa von Lützow, 1850–1927 | Gräfin Rosa von Lützow, 1850–1927 | Gräfin Rosa von Lützow, 1850–1927 |                                 |                                 |                                                            |                                                            |                                                            |                                                            |                                                            |                                                            |                                         |                                         | Herzog Friedrich von Österreich-Teschen, 1856–1936 | Herzog Friedrich von Österreich-Teschen, 1856–1936 | Herzog Friedrich von Österreich-Teschen, 1856–1936 | Herzog Friedrich von Österreich-Teschen, 1856–1936 | Herzog Friedrich von Österreich-Teschen, 1856–1936              | Herzog Friedrich von Österreich-Teschen, 1856–1936              |                                                                 |                                                                 |                                                                 |                                                                 |                                                               |                                                               |                                                               |                                                               |                                   |                                   | Prinzessin Isabella von Croÿ-Dülmen, 1856–1931 | Prinzessin Isabella von Croÿ-Dülmen, 1856–1931 | Prinzessin Isabella von Croÿ-Dülmen, 1856–1931 | Prinzessin Isabella von Croÿ-Dülmen, 1856–1931 | Prinzessin Isabella von Croÿ-Dülmen, 1856–1931 | Prinzessin Isabella von Croÿ-Dülmen, 1856–1931 |                                         |                                         |                                         |                                         |
| Großeltern   | Großeltern   | Großeltern   | Großeltern   | Großeltern   | Großeltern   |  |  |                                                 |                                                 |                                                 |                                                 | Fürst Alfred zu Salm-Salm, 1846–1923            | Fürst Alfred zu Salm-Salm, 1846–1923            | Fürst Alfred zu Salm-Salm, 1846–1923 | Fürst Alfred zu Salm-Salm, 1846–1923 | Fürst Alfred zu Salm-Salm, 1846–1923   | Fürst Alfred zu Salm-Salm, 1846–1923   |                                        |                                        |                                        |                                        |                                       |                                       |                                                                  |                                                                  |                                                                  |                                                                  | Gräfin Rosa von Lützow, 1850–1927                                | Gräfin Rosa von Lützow, 1850–1927                                | Gräfin Rosa von Lützow, 1850–1927 | Gräfin Rosa von Lützow, 1850–1927 | Gräfin Rosa von Lützow, 1850–1927 | Gräfin Rosa von Lützow, 1850–1927 |                                 |                                 |                                                            |                                                            |                                                            |                                                            |                                                            |                                                            |                                         |                                         | Herzog Friedrich von Österreich-Teschen, 1856–1936 | Herzog Friedrich von Österreich-Teschen, 1856–1936 | Herzog Friedrich von Österreich-Teschen, 1856–1936 | Herzog Friedrich von Österreich-Teschen, 1856–1936 | Herzog Friedrich von Österreich-Teschen, 1856–1936              | Herzog Friedrich von Österreich-Teschen, 1856–1936              |                                                                 |                                                                 |                                                                 |                                                                 |                                                               |                                                               |                                                               |                                                               |                                   |                                   | Prinzessin Isabella von Croÿ-Dülmen, 1856–1931 | Prinzessin Isabella von Croÿ-Dülmen, 1856–1931 | Prinzessin Isabella von Croÿ-Dülmen, 1856–1931 | Prinzessin Isabella von Croÿ-Dülmen, 1856–1931 | Prinzessin Isabella von Croÿ-Dülmen, 1856–1931 | Prinzessin Isabella von Croÿ-Dülmen, 1856–1931 |                                         |                                         |                                         |                                         |
|              |              |              |              |              |              |  |  |                                                 |                                                 |                                                 |                                                 |                                                 |                                                 |                                      |                                      |                                        |                                        |                                        |                                        |                                        |                                        |                                       |                                       |                                                                  |                                                                  |                                                                  |                                                                  |                                                                  |                                                                  |                                   |                                   |                                   |                                   |                                 |                                 |                                                            |                                                            |                                                            |                                                            |                                                            |                                                            |                                         |                                         |                                                    |                                                    |                                                    |                                                    |                                                                 |                                                                 |                                                                 |                                                                 |                                                                 |                                                                 |                                                               |                                                               |                                                               |                                                               |                                   |                                   |                                                |                                                |                                                |                                                |                                                |                                                |                                         |                                         |                                         |                                         |
| Eltern       | Eltern       | Eltern       | Eltern       | Eltern       | Eltern       |  |  |                                                 |                                                 |                                                 |                                                 |                                                 |                                                 |                                      |                                      |                                        |                                        |                                        |                                        | Prinz Emanuel zu Salm-Salm, 1871–1916  | Prinz Emanuel zu Salm-Salm, 1871–1916  | Prinz Emanuel zu Salm-Salm, 1871–1916 | Prinz Emanuel zu Salm-Salm, 1871–1916 | Prinz Emanuel zu Salm-Salm, 1871–1916                            | Prinz Emanuel zu Salm-Salm, 1871–1916                            |                                                                  |                                                                  |                                                                  |                                                                  |                                   |                                   |                                   |                                   |                                 |                                 |                                                            |                                                            |                                                            |                                                            |                                                            |                                                            |                                         |                                         |                                                    |                                                    |                                                    |                                                    |                                                                 |                                                                 |                                                                 |                                                                 | Erzherzogin Maria Christina von Österreich-Teschen, 1879–1962   | Erzherzogin Maria Christina von Österreich-Teschen, 1879–1962   | Erzherzogin Maria Christina von Österreich-Teschen, 1879–1962 | Erzherzogin Maria Christina von Österreich-Teschen, 1879–1962 | Erzherzogin Maria Christina von Österreich-Teschen, 1879–1962 | Erzherzogin Maria Christina von Österreich-Teschen, 1879–1962 |                                   |                                   |                                                |                                                |                                                |                                                |                                                |                                                |                                         |                                         |                                         |                                         |
| Eltern       | Eltern       | Eltern       | Eltern       | Eltern       | Eltern       |  |  |                                                 |                                                 |                                                 |                                                 |                                                 |                                                 |                                      |                                      |                                        |                                        |                                        |                                        | Prinz Emanuel zu Salm-Salm, 1871–1916  | Prinz Emanuel zu Salm-Salm, 1871–1916  | Prinz Emanuel zu Salm-Salm, 1871–1916 | Prinz Emanuel zu Salm-Salm, 1871–1916 | Prinz Emanuel zu Salm-Salm, 1871–1916                            | Prinz Emanuel zu Salm-Salm, 1871–1916                            |                                                                  |                                                                  |                                                                  |                                                                  |                                   |                                   |                                   |                                   |                                 |                                 |                                                            |                                                            |                                                            |                                                            |                                                            |                                                            |                                         |                                         |                                                    |                                                    |                                                    |                                                    |                                                                 |                                                                 |                                                                 |                                                                 | Erzherzogin Maria Christina von Österreich-Teschen, 1879–1962   | Erzherzogin Maria Christina von Österreich-Teschen, 1879–1962   | Erzherzogin Maria Christina von Österreich-Teschen, 1879–1962 | Erzherzogin Maria Christina von Österreich-Teschen, 1879–1962 | Erzherzogin Maria Christina von Österreich-Teschen, 1879–1962 | Erzherzogin Maria Christina von Österreich-Teschen, 1879–1962 |                                   |                                   |                                                |                                                |                                                |                                                |                                                |                                                |                                         |                                         |                                         |                                         |
|              |              |              |              |              |              |  |  |                                                 |                                                 |                                                 |                                                 |                                                 |                                                 |                                      |                                      |                                        |                                        |                                        |                                        |                                        |                                        |                                       |                                       |                                                                  |                                                                  |                                                                  |                                                                  |                                                                  |                                                                  |                                   |                                   |                                   |                                   |                                 |                                 |                                                            |                                                            |                                                            |                                                            |                                                            |                                                            |                                         |                                         |                                                    |                                                    |                                                    |                                                    |                                                                 |                                                                 |                                                                 |                                                                 |                                                                 |                                                                 |                                                               |                                                               |                                                               |                                                               |                                   |                                   |                                                |                                                |                                                |                                                |                                                |                                                |                                         |                                         |                                         |                                         |
| Kind         | Kind         | Kind         | Kind         | Kind         | Kind         |  |  |                                                 |                                                 |                                                 |                                                 |                                                 |                                                 |                                      |                                      |                                        |                                        |                                        |                                        |                                        |                                        |                                       |                                       |                                                                  |                                                                  |                                                                  |                                                                  |                                                                  |                                                                  |                                   |                                   |                                   |                                   |                                 |                                 | Prinzessin Isabelle zu Salm-Salm, Gräfin von Loë 1903–2009 | Prinzessin Isabelle zu Salm-Salm, Gräfin von Loë 1903–2009 | Prinzessin Isabelle zu Salm-Salm, Gräfin von Loë 1903–2009 | Prinzessin Isabelle zu Salm-Salm, Gräfin von Loë 1903–2009 | Prinzessin Isabelle zu Salm-Salm, Gräfin von Loë 1903–2009 | Prinzessin Isabelle zu Salm-Salm, Gräfin von Loë 1903–2009 |                                         |                                         |                                                    |                                                    |                                                    |                                                    |                                                                 |                                                                 |                                                                 |                                                                 |                                                                 |                                                                 |                                                               |                                                               |                                                               |                                                               |                                   |                                   |                                                |                                                |                                                |                                                |                                                |                                                |                                         |                                         |                                         |                                         |

## Nachkommen
- Fritz (* 1926) – Graf von Loë, verheiratet mit Gräfin Inez, geb. Freiin von Boeselager
- Christine (* 1927)  – Ehefrau von Prinz Johannes zu Löwenstein-Wertheim-Rosenberg
- Wessel (* 1928; † 2024) – Freiherr von Loë, verheiratet mit Freifrau Sophie, geb. Gräfin von Waldburg-Zeil-Hohenems
- Elisabeth (* 1930) –  Freifrau von Loë, verheiratet mit Freiherr Philipp Wambolt von Umstadt
- Paula (* 1931; † 1950) – starb im Alter von 19 Jahren an Kinderlähmung
- Franz (* 1936; † 2018) – Freiherr von Loë, verheiratet mit Freifrau Josepha, geb. Gräfin von Magnis
- Maria-Rosa (* 1939) – Freifrau von Loë